# Kasteel van Wilder

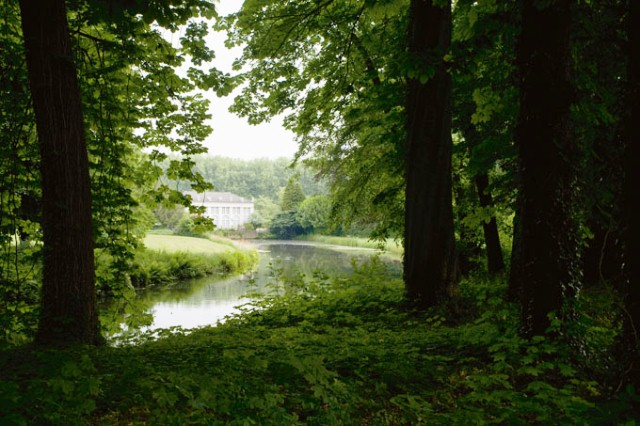
Kasteel van Wilder

Het Kasteel van Wilder is een kasteel nabij de Vlaams-Brabantse plaats Kampenhout, in het gehucht Wilder, aan de Wildersedreef 65.

## Geschiedenis
Van oorsprong stond hier een mottekasteel (12e of 13e eeuw). Wellicht in de 14e eeuw werd op de plaats van de oorspronkelijke neerhof van dat mottekasteel een nieuw kasteel gebouwd. In 1578 werd dit verwoest door de troepen van Bossu. Omstreeks 1600 werd het kasteel voor het eerst, maar als ruïne, afgebeeld. Het kasteel was omgracht. Buiten de slotgracht was nog een neerhof en een watermolen.
Omstreeks 1620 werd het kasteel door een kasteel in barokstijl vervangen. In 1629 kwam het aan Filips Francis de Fourneau. In 1817 kocht baron Charles-François van der Linden d’Hoogvorst het kasteel en het omliggend landgoed. Hij liet het barokkasteel afbreken en daarvoor in de plaats kwam, op de fundamenten van het gesloopte kasteel, een laatclassicistisch landhuis. Daarbij kwam een oranjerie en enkele andere dienstgebouwen zoals een portierswoning en een boerderij die op de plaats van de voormalige watermolen werd opgetrokken. Verder kwam er een ijskelder en op het heuveltje daarboven werd ter isolering taxus aanngeplant, terwijl er merkwaardigerwijs ook bosbingelkruid op groeit.
Ook het omringende park werd aangepast in de trant van de Engelse landschapsstijl waarbij de Molenbeek, die door het domein liep en ook de grachten voedde, werd opgestuwd om een vijver te vormen.
Na vele voorname eigenaars kwam het goed in 1911 aan Raymond Henri de Vinck de deux Orp en deze liet het huis nog aanzienlijk vergroten in de toen populaire beaux-arts-stijl naar ontwerp van Octave Flanneau.
In 1989 werd op de akkers van het landgoed een golfterrein aangelegd. De landschapstuin werd daarbij niet aangetast. Op het golfterrein werd ook een arboretum aangelegd. Planten als platte rus en bosorchis werden er aangetroffen.